# William Joseph Deboe

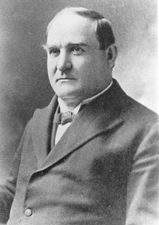
William Joseph Deboe

William Joseph Deboe (* 30. Juni 1849 im Crittenden County, Kentucky; † 15. Juni 1927 in Marion, Kentucky) war ein US-amerikanischer Politiker (Republikanische Partei), der den Bundesstaat Kentucky im US-Senat vertrat.
William Joseph Deboe besuchte das Ewing College in Illinois, wo er Jura und Medizin studierte. Er graduierte danach an der medizinischen Fakultät der University of Louisville und praktizierte in der Folge für einige Jahre als Arzt, ehe er sein Jura-Studium auffrischte und 1889 in die Anwaltskammer aufgenommen wurde. Daraufhin begann er als Jurist in Marion im Crittenden County zu arbeiten. In seinem Heimat-County war er zudem Schulrat (Superintendent of schools).
Seine erste Kandidatur für ein politisches Amt schlug 1892 fehl, als er nicht ins US-Repräsentantenhaus gewählt wurde. Ab 1893 saß Deboe dann im Senat von Kentucky. Erfolgreich war 1896 seine zweite Kandidatur für den Kongress, als er zu einem der beiden US-Senatoren für Kentucky gewählt wurde. Er verblieb vom 4. März 1897 bis zum 3. März 1903 im Senat und trat nach einer Amtsperiode nicht mehr zur Wiederwahl an. Während seiner Zeit in Washington war er Vorsitzender zweier Senatsausschüsse: des Committee on Indian Depredations und des Committee to Establish the University of the United States.
1912 war Deboe Delegierter Kentuckys zur Republican National Convention. Von 1923 bis 1927 fungierte er als Postmeister von Marion, wo er auch starb.